# Liste des cathédrales du Maroc
Cet article recense les cathédrales du Maroc. Elles ne sont formellement qu'au nombre de deux, celle de l'archidiocèse de Rabat et celle de l'archidiocèse de Tanger, l'ancienne église du Sacré-Cœur de Casablanca considérée auparavant comme « cathédrale » a été désacralisée en 1956, et les autres sont des églises paroissiales.

## Cathédrales catholiques
| Cathédrale                            | Archidiocèse | Préfecture     | Ville  | Coordonnées                        | Illustration                          |
| ------------------------------------- | ------------ | -------------- | ------ | ---------------------------------- | ------------------------------------- |
| Cathédrale Saint-Pierre               | Rabat        | Rabat          | Rabat  | 34° 01′ 04″ nord, 6° 49′ 53″ ouest | Cathédrale Saint-Pierre               |
| Cathédrale Notre-Dame-de-l'Assomption | Tanger       | Tanger-Assilah | Tanger | 35° 46′ 55″ nord, 5° 49′ 04″ ouest | Cathédrale Notre-Dame-de-l'Assomption |